# Land Transport Authority (Singapour)
 (mars 2025).
Si vous disposez d'ouvrages ou d'articles de référence ou si vous connaissez des sites web de qualité traitant du thème abordé ici, merci de compléter l'article en donnant les références utiles à sa vérifiabilité et en les liant à la section « Notes et références ».
La Land Transport Authority (LTA) est une organisation public relevant du ministère des Transports du gouvernement de Singapour.
L'agence est créée le 1er septembre 1995 et est issue de la fusion de plusieurs entités du secteur public :
- le Registre des véhicules ;
- la Mass Rapid Transit Corporation ;
- la division des routes et des transports du département des travaux publics ;
- la division des transports terrestres de l'ancien ministère des Communications.